# Fortschrittspartei (Island)
Die Fortschrittspartei (isländisch Framsóknarflokkurinn) ist eine bäuerliche Partei der politischen Mitte in Island und den nordischen Agrarparteien zuzuordnen.

## Politische Positionen
Die Partei vertritt hauptsächlich die Interessen der Bauern und Fischer. Gegründet wurde sie 1916 durch den Zusammenschluss der Bauernpartei (Bændaflokkur) und der Unabhängigen Bauern (Óháðir bændur).
Ein Teil der Mitglieder spricht sich gegen die NATO-Mitgliedschaft aus. 2009 unterstützte die Partei mit Vorbehalten bei den Landwirtschafts- und Fischereirechten einen EU-Beitritt, mittlerweile ist sie aber wieder dagegen.
Bei den Kommunalwahlen 2014 machte Sveinbjörg Birna Sveinbjörnsdóttir, die Spitzenkandidatin in Reykjavík, mit islamkritischen Äußerungen gegen den Bau einer Moschee auf sich aufmerksam. Daraufhin traten im Sommer 2014 mehrere Parteifunktionäre wegen der Äußerungen Sveinbjörg Birnas sowie der mangelnden Distanzierung der Parteiführung aus der Fortschrittspartei aus.
2015 begrüßte die Fortschrittspartei anlässlich ihres Kongresses die globale Erwärmung, die „neue und spannende Möglichkeiten“ für Island mit sich bringe. Dazu gehöre „steigende Getreideproduktion, Aufforstung und vielfältigere einheimische Nahrungsmittelproduktion“.

## Vorsitzende
| Vorsitzender                     | Zeitraum  | Kommentar                                              |
| -------------------------------- | --------- | ------------------------------------------------------ |
| Ólafur Briem                     | 1916–1920 |                                                        |
| Sveinn Ólafsson                  | 1920–1922 |                                                        |
| Þorleifur Jónsson                | 1922–1928 |                                                        |
| Tryggvi Þórhallsson              | 1928–1932 | Ministerpräsident 1927–1932                            |
| Ásgeir Ásgeirsson                | 1932–1933 | Ministerpräsident 1932–1934; Staatspräsident 1952–1968 |
| Sigurður Kristinsson             | 1933–1934 |                                                        |
| Jónas frá Hriflu (Jónas Jónsson) | 1934–1944 |                                                        |
| Hermann Jónasson                 | 1944–1962 | Ministerpräsident 1934–1942 und 1956–1958              |
| Eysteinn Jónsson                 | 1962–1968 |                                                        |
| Ólafur Jóhannesson               | 1968–1979 | Ministerpräsident 1971–1974 und 1978–1979              |
| Steingrímur Hermannsson          | 1979–1994 | Ministerpräsident 1983–1987 und 1988–1991              |
| Halldór Ásgrímsson               | 1994–2006 | Ministerpräsident 2004–2006                            |
| Jón Sigurðsson                   | 2006–2007 |                                                        |
| Guðni Ágústsson                  | 2007–2008 |                                                        |
| Valgerður Sverrisdóttir          | 2008–2009 |                                                        |
| Sigmundur Davíð Gunnlaugsson     | 2009–2016 | Ministerpräsident 2013–2016                            |
| Sigurður Ingi Jóhannsson         | 2016–     | Ministerpräsident April–Oktober 2016                   |

Damit waren 8 der bisherigen 17 Vorsitzenden der Partei Ministerpräsidenten des Landes.

## Wahlergebnisse
Die Partei belegte bei den Parlamentswahlen bis in die 1990er Jahre hinein meistens den zweiten Platz. Dementsprechend oft war sie bereits in der Regierung vertreten, entweder in Koalition mit der Unabhängigkeitspartei oder einer der linken Parteien.
Bei der isländischen Parlamentswahl 2007 erreichte die Partei nur 11,7 Prozent der Stimmen. Dieser Trend konnte bei den Wahlen 2009 umgekehrt werden. Im Jahr 2013 wurde sie mit 24,4 Prozent zweitstärkste Partei und stellte wieder den Ministerpräsidenten.
Nach dem Rücktritt von Ministerpräsident Sigmundur Davíð Gunnlaugsson im Zuge der Affäre um die Panama Papers im April 2016 fanden am 29. Oktober 2016 vorgezogene Neuwahlen statt. Bei ihnen erlitt die Fortschrittspartei starke Verluste. Mit 11,5 % kam sie auf den vierten Platz nach Unabhängigkeitspartei, Links-Grüner Bewegung und der isländischen Piratenpartei Píratar und hatte noch acht Sitze im Althing inne. Damit hatte auch die bestehende liberal-konservative Koalition aus Fortschrittspartei und Unabhängigkeitspartei ihre Regierungsmehrheit verloren. Bei der Parlamentswahl vom 25. September 2021 erhielt die Partei 17,3 % der Stimmen und damit 13 Sitze im Althing, bei der vorgezogenen Wahl vom 30. November 2024 noch 7,8 % der Stimmen und 5 Sitze im Althing.
| Jahr | Stimmen | Prozent | +/−     | Sitze | +/−  |
| ---- | ------- | ------- | ------- | ----- | ---- |
| 1995 | 38.485  | 23,3 %  | +4,4 %  | 15    | +2   |
| 1999 | 30.415  | 18,4 %  | −4,9 %  | 12    | −3   |
| 2003 | 32.484  | 17,7 %  | −0,7 %  | 12    | +/−0 |
| 2007 | 21.349  | 11,7 %  | −6,0 %  | 7     | −5   |
| 2009 | 27.699  | 14,8 %  | +3,1 %  | 9     | +2   |
| 2013 | 46.173  | 24,4 %  | +9,6 %  | 19    | +10  |
| 2016 | 21.791  | 11,5 %  | −12,9 % | 8     | −11  |
| 2017 | 21.016  | 10,7 %  | −0,8 %  | 8     | +/−0 |
| 2021 | 34.501  | 17,3 %  | +6,6 %  | 13    | +5   |
| 2024 | 16.578  | 7,8 %   | −9,5 %  | 5     | −8   |